# Geven voor Leven
Geven voor Leven was een Nederlandse inzamelingsactie ter gelegenheid van het vijftigjarig bestaan van de NCRV en het 25-jarig bestaan van het Koningin Wilhelmina Fonds, die op 29 november 1974 door de NCRV rechtstreeks op televisie werd uitgezonden.
De actie was onder meer gericht op het bijeenbrengen van 40 miljoen gulden voor een meerjarenplan ter bestrijding van kanker bij kinderen. Aan het eind van de avond was al ƒ 65.338.429 opgehaald. Een van de drijvende krachten achter de actie was Sijmon Terpstra. Ook drie kankerdeskundigen, professor Tom Voûte en dr. George van Zanen, (hoofd Oncologie van het Sophia kinderziekenhuis) en dr. J.A. de Vries van het  Academisch Ziekenhuis Groningen, speelden een belangrijke rol. De actie werd georganiseerd door Ben Essing.
Tijdens de slotavond in het Congresgebouw in Den Haag traden vele artiesten op, zoals Cristina Deutekom, Willy Alberti, Rita Hovink en Nana Mouskouri. De avond werd gepresenteerd door Ted de Braak en Johan Bodegraven.
Vader Abraham zong tijdens de uitzending het lied "Geven voor leven" waarbij hij zijn baard liet afscheren nadat de opbrengst boven de vijftig miljoen gulden was gekomen, hetgeen hij van tevoren had bezworen. Nadat de baard was afgeschoren, gaf Kartner aan niet echt blij te zijn met het verdwijnen van zijn handelsmerk. Tot de baard weer was aangegroeid gebruikte hij bij een optreden zolang een nepbaard. Het lied stond 5 weken in de Top 40 met als hoogste plaats de 18e.